# Hermann von Reith
Hermann von Reith († 1357) war als Hermann I. von 1336 bis 1344 Abt des Klosters Schlüchtern und 1344 bis 1357 als Hermann II. Abt der Benediktinerabtei St. Stephan in Würzburg.

## Voraussetzungen der Wahl
Hermann von Reith war zunächst Mönch im Kloster Fulda. Erst im März 1335 siedelte er in das Kloster Schlüchtern über. Ob das bereits ein im Hinblick auf die folgenden Ereignisse geplanter Schritt war, lässt sich nicht mehr nachweisen.
Das Kloster Schlüchtern hatte sich nach der doppelten Bischofswahl in Würzburg 1333 für Hermann II. Hummel von Lichtenberg und gegen Otto II. von Wolfskeel entschieden. Hermann II. repräsentierte dabei die kaiserliche, Otto II. die päpstliche Partei. Der Papst exkommunizierte daraufhin das Kloster. In dieser Situation war 1335 Hartmann II. vom Konvent des Klosters gewählt worden. Im Kloster Schlüchtern wählte der Konvent den Abt. Die Führungsschicht des Klosters war eng mit den Familien des Niederadels der Umgebung und untereinander vernetzt. Als Bischof Hermann II. bereits im gleichen Jahr, 1335, starb, erkannte der verbleibende Bischof, Otto II. von Wolfskeel, Hartmann II. als Abt nicht an. Hartmann II. verzichtete deshalb, wohl Anfang 1336, auf sein Amt.

## Wahl
1336 wurde Hermann I. als Abt durch den Konvent des Klosters Schlüchtern gewählt. Das geschah – wie die folgenden Ereignisse belegen – wohl auf Druck des Würzburger Bischofs, der so den „oppositionellen“ Konvent unter Kontrolle bringen wollte. Zwischen Konvent und Prior einerseits und dem Abt andererseits kam es zu heftigen Auseinandersetzungen. Erstmals 1341 musste zwischen beiden durch den Bischof ein Vergleich geschlossen werden. Das behob aber die Ablehnung dem Abt gegenüber nicht. Der Bischof behob das Problem, indem er Hermann I. eine andere Stelle als Abt verschaffte: 1344 wurde er als Hermann II. zum Abt der Benediktinerabtei St. Stephan in Würzburg gewählt. Dieses Amt hatte er bis zu seinem Tod 1357 inne.